# Метасхема
Метасхе́ма — схема, составленная при помощи метаязыковых единиц. Таким образом, метасхема представляет собой некую терминологическую систему, которая описывает структуру текста, исследуемую семиотикой.
Понятие метасхема в банковской среде (ИТ) обычно означает схему, содержащую правила определения другой схемы. Метасхемой называется описание структуры объектов базы данных. Объектами метасхемы являются классы. Каждый класс описывает совокупность объектов, обладающих сходными характеристиками и одинаковым набором реквизитов (объект — это любая запись в базе данных, например счёт с определённым номером, конкретный договор и пр.).